# Alejandro Moral Antón
Frei Alejandro Moral Antón O.S.A. (La Vid, 1 de junho de 1955) é presbítero espanhol da Igreja Católica Romana e atual prior geral da Ordem de Santo Agostinho, cargo que ocupa desde 2013.

## Biografia
Moral nasceu em La Vid, Burgos, Espanha. Cursou o ensino médio no Colégio Seminário de Santo Agostinho de Palência e, em 1972, ingressou no noviciado agostiniano do Mosteiro de Santa Maria de La Vid, emitindo seus votos simples em 12 de setembro de 1973.
Cursou filosofia no mesmo Mosteiro de Santa Maria de La Vid, e teologia no Seminário Maior Agostiniano Tagaste (Los Negrales). Em 1978, foi mandado para o Colégio Internacional Santa Mônica, de Roma, onde concluiu o curso de teologia. Emitiu sua profissão solene na Ordem de Santo Agostinho em 7 de setembro de 1980. Foi ordenado diácono em 4 de janeiro de 1981 e, em 20 de junho do mesmo ano, recebeu a ordenação presbiteral na capela do Colégio Santo Agostinho de Madri.
O Pe. Alejandro é licenciado em Escritura Sagrada pelo Pontifício Instituto Bíblico de Roma e em Teologia Dogmática pela Pontifícia Universidade Gregoriana. Em 1983, foi destinado à comunidade do Seminário Maior Tagaste, onde foi professor, regente de estudos, formador e ecônomo. Entre 1989 e 1991, exerceu o cargo de coordenador da Equipe de Formação do Seminário Maior Agostiniano Tagaste e, de 1991 a 1995, foi conselheiro provincial encarregado da área de formação e vida religiosa. Em janeiro de 1995, foi eleito prior provincial da Província Agostiniana da Espanha, sendo reeleito para um segundo mandato em 1999.
No capítulo geral celebrado em Roma, em 2001, Pe. Alejandro foi eleito para o cargo de vigário-geral da Ordem. Em 2004, tornou-se procurador-geral e, em 2007, assistente geral. Em 4 de setembro de 2013, foi eleito prior geral para o mandato de um sexênio. Sucedeu então ao Pe. Robert Francis Prevost. Em 9 de setembro de 2019, foi reeleito para outro sexênio.